# Antenna
Antenna é o décimo primeiro álbum de estúdio da banda ZZ Top, lançado em 1994.
| Críticas profissionais                                                      | Críticas profissionais |
| Avaliações da crítica                                                       | Avaliações da crítica  |
| Fonte                                                                       | Avaliação              |
| --------------------------------------------------------------------------- | ---------------------- |
| allmusic                                                                    | [ 1 ]                  |
| Rolling Stone                                                               | [ 2 ]                  |
| Esta tabela precisa de ser acompanhada por texto em prosa. Consulte o guia. |                        |

## Faixas
Todas as faixas por Billy Gibbons, Dusty Hill e Frank Beard, exceto onde anotado.
1. "Pincushion" – 4:33
2. "Breakaway" (Gibbons) – 4:58
3. "World of Swirl" (Gibbons) – 4:08
4. "Fuzzbox Voodoo" – 4:42
5. "Girl in a T-Shirt" (Gibbons) – 4:10
6. "Antenna Head" – 4:43
7. "PCH" – 3:57
8. "Cherry Red" (Gibbons) – 4:38
9. "Cover Your Rig" – 5:50
10. "Lizard Life" – 5:09
11. "Deal Goin' Down" – 4:06
12. "Everything" – 3:54

## Banda
- Billy Gibbons: guitarra e vocal
- Dusty Hill: baixo
- Frank Beard: bateria